# Julie Felix
Julie Felix celým jménem Julie Ann Felix (14. června 1938 – 22. března 2020) byla americká folková zpěvačka, písničkářka
působící ve Velké Británii, kde dosáhla úspěchů svými vystoupeními  v britské televizi koncem 60. a začátkem 70. let dvacátého století.

## Hudební kariéra
Narodila se v americkém městě Santa Barbara v Kalifornii, v roce 1956 maturovala na střední škole ve Westchester, Los Angeles. V roce 1964, kdy přišla do Spojeného království, stala se prvním sólovým folkovým interpretem, který podepsal kontrakt se společností Decca Records. Na folkové scéně se stala známou ve velmi krátké době. V roce 1965 byla údajně prvním folkovým zpěvákem, který zaplnil Royal Albert Hall a The Times ji označily jako "Britskou první dámu folku".
V roce 1966 se stala stálým hostem televizního pořadu BBC The Frost Report, uváděného Davidem Frostem. V letech 1967 až 1970 v BBC uváděla svůj vlastní pořad, kde vystoupili Kinks, Fleetwood Mac, Leonard Cohen a kytarista skupiny Led Zeppelin Jimmy Page, který zahrál sóla skladeb "White Summer" a "Black Mountain Side".
V květnu 1967 se objevila v německé TV show Beat-Club a v září 1968 na festivalu International Essen Song Days. V roce 1969 vystupovala na festivalu Isle of Wight9.
V roce 1968 byla na londýnském letišti zadržena za přechovávání drog a její pověst tak tím utrpěla. U následného soudu ji obhajoval John Mortimer, QC.

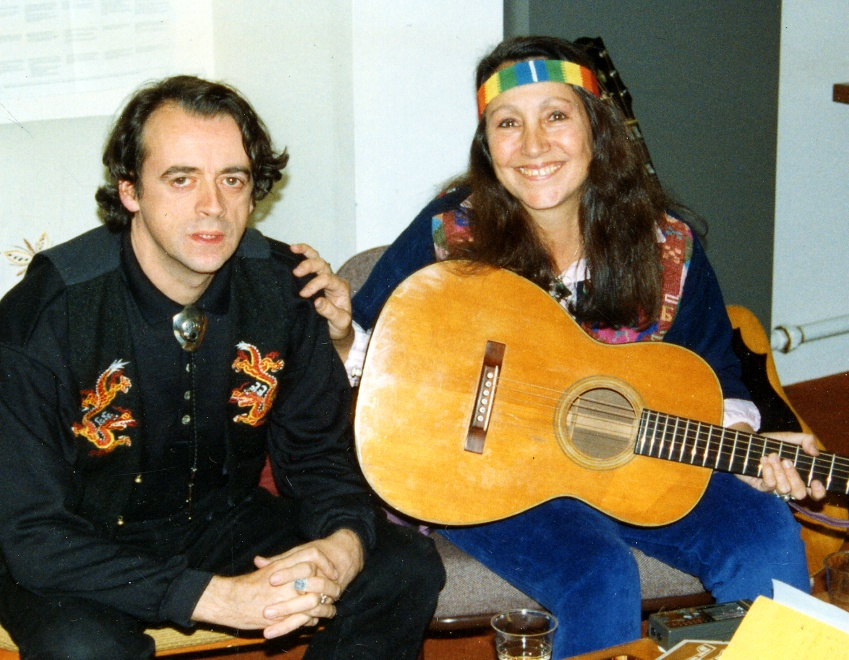
Julie Felix s Billem Lewisem před společným vystoupením v roce 1983

V žebříčku UK Singles Chart měla v roce 1970 hit s názvem "If I Could (El Cóndor Pasa)", zatímco druhý, "Heaven is Here", jehož autory byli Errol Brown a Tony Wilson ze skupiny Hot Chocolate byl mnohem méně úspěšný. V roce 1990 jí vyšlo nové album Bright Shadows.

## Pozdější život a smrt
Julie Felix žila v Chorleywood, Hertfordshire a až do své smrti stále nahrávala, v roce 2018 se u příležitosti svých 80. narozenin objevila na koncertním podiu.
Zemřela 22. března 2020 po krátké nemoci.

## Diskografie

### LP
- 1964 Julie Felix (Decca)
- 1965 2nd Album (Decca)
- 1966 3rd Album (Decca)
- 1966 Changes (Fontana) – UK[7] No. 27
- 1967 In Concert (World)
- 1967 Flowers (Fontana)
- 1968 This World Goes Round and Round (Fontana)
- 1968 Julie Felix's World (Fontana)
- 1969 Going to the Zoo (Fontana)
- 1972 Clotho's Web (RAK)
- 1974 Lightning (EMI)
- 1977 Hota Chocolata (Monte Rosa)
- 1982 Colours in the Rain (Scranta)
- 1982 Blowing in the Wind (Scranta/Dingle's)
- 1987 Amazing Grace (Starburst)
- 1989 Bright Shadows (Remarkable)
- 1993 Branches in the Mist (Remarkable)
- 1995 Windy Morning (Remarkable)
- 1998 Fire – My Spirit (Remarkable)
- 2002 Starry Eyed and Laughing: Songs by Bob Dylan (Remarkable)
- 2008 Highway of Diamonds (Remarkable)
- 2018 Rock Me Goddess (Talking Elephant)

### EP
- 1965 Sings Dylan & Guthrie (Decca)
- 1966 Songs from the Frost Report (Fontana)
- 1967 Songs from the Frost Report, Vol.2 (Fontana)

### SP
- 1965 "Someday Soon" (Decca)
- 1966 "I Can't Touch the Sun" (Fontana)
- 1967 "Saturday Night" (Fontana)
- 1967 "The Magic of the Playground" (Fontana)
- 1968 "That's No Way to Say Goodbye" (Fontana)
- 1970 "If I Could (El Cóndor Pasa)" (RAK) – UK[7] No. 19
- 1970 "Heaven Is Here" (RAK) – UK[7] No. 22
- 1971 "Snakeskin" (RAK)
- 1971 "Moonlight" (RAK)
- 1972 "Fire Water Earth and Air" (RAK)
- 1974 "Lady With the Braid" (EMI)
- 1974 "Finally Getting to Know One Another" (EMI)
- 1974 "I Dreamed I Saw St. Augustine" (EMI)
- 1977 "Hota Chocolata" (Talent)
- 1978 "Come Out" (Talent)
- 1981 "Yoke (We Believe)" (Scranta)
- 1981 "Dance With Me" (Scranta)
- 1988 "The Sea and the Sky" (Remarkable)
- 1992 "Woman" (Remarkable)